# Królewski Festiwal Artystyczny
Królewski Festiwal Artystyczny – festiwal kulturalny organizowany od 2012 roku przez Urząd Miejski w Gnieźnie. 
Od pierwszej edycji, mottem festiwalu jest „6 stanów skupienia Kultury” (muzyka, sztuki plastyczne, literatura, teatr, fotografia oraz film). W 2015 roku, z inicjatywy nowego Prezydenta Miasta Gniezna, Tomasza Budasza, będący do tej pory kilkudniową imprezą festiwal przyjął nową formułę, obejmując cały okres letnich wakacji (od połowy czerwca do końca sierpnia). Od tego czasu, festiwal gromadzi pod jednym szyldem kilkadziesiąt różnych wydarzeń organizowanych zarówno przez Urząd Miejski jak i gnieźnieńskie stowarzyszenia i organizacje:
- koncerty (Koncert Otwarcia, „Dni Gniezna”, Koncert Finałowy, GAMMA Festival),
- przeglądy (Przegląd Piosenki Żeglarskiej „Rynek pod żaglami”, Wieczory Otwartego Mikrofonu, Weekend Grajków Ulicznych „Po drodze”),
- imprezy historyczne (Festiwal Kultury Słowiańskiej „Koronacja Królewska”),
- warsztaty (Gnieźnieńskie Plenery Artystyczne, „Weekend Leniwych Kotów”),
- spotkania i wykłady,
- seanse i pokazy filmowe,
- przedstawienia teatralne (Gnieźnieńskie Spotkania Teatralne „Bez kurtyny”),
- imprezy dla dzieci („Gniezno na szczudłach”),
- festyny i pikniki miejskie,
- różnego rodzaju imprezy i inicjatywy towarzyszące (m.in. zloty aut, plaża miejska, Międzynarodowy Tydzień Koszykówki).